# Mut (ägyptische Mythologie)
Mut ist eine Göttin der ägyptischen Mythologie. Sie ist wie Isis oder Hathor die symbolische Mutter des Pharao. In Theben wurde sie besonders verehrt und verdrängte Amaunet als Gemahlin des Amun. Sie ist die Mutter des Chons. Verschmelzungen existieren mit Sachmet und Bastet.

## Darstellungen
Sie erscheint auf vielen Tempelwänden neben ihrem Gemahl Amun oder als „Herrin der Neun Bogen“ (Symbol aller Feinde Ägyptens). Dargestellt wird sie oft mit einem bunten Gewand, die Krone Ober- und Unterägyptens tragend. Seit Königin (Pharao) Hatschepsut erfolgte die Darstellung der Göttin mit unter der Doppelkrone sitzender Geierhaube. In der Hand trägt sie, wie Sachmet, manchmal auch das Papyrus- oder Lilienszepter Oberägyptens.
Andere Abbildungen zeigen Mut mit geflügelten Armen, die schützend ausgestreckt sind. In ihrer Rolle als Mut-Sachmet wird sie in Theben als Löwin, in ihrer Rolle als Mut-Bastet auch als Katze dargestellt. Mit dem Kopf eines Mannes oder eines Geiers, mit einem Phallus und den Krallen eines Löwen wird sie seltener dargestellt.

## Kult und Kultorte
Mut ist erst seit dem späten Mittleren Reich in ägyptischen Texten bezeugt. Der erste sichere Beleg stammt von einer Stele aus dem 10. oberägyptischen Gau, die in diese Zeit datiert. Hier wird Mut als Herrin von Magab bezeichnet, was ein wichtiger Kultort für sie auch in späterer Zeit blieb.
Mut bildete in Theben mit Amun und Chons eine Dreiheit. Auch in Memphis wurde sie in ihrer Verbindung zu Amun verehrt. In Karnak befindet sich der Mut-Tempel südlich des großen Tempelbezirkes des Amun. Dies ist seit dem Neuen Reich der wichtigste Kultplatz der Göttin.